# Vilâyet Dersim
Das Vilâyet Dersim war im 19. Jahrhundert ein kurzlebiges Vilâyet des Osmanischen Reiches in Ostanatolien. Es lag zwischen den Quellflüssen des Euphrat, dem Karasu und dem Murat. Unter dem Namen Çemişgezek war das Gebiet als Liwa des Eyâlet Diyarbakır organisiert. Im 19. und zu Beginn des 20. Jahrhunderts war Dersim als Sandschak dem Vilâyet Mamuretül-Aziz mit dem Verwaltungszentrum Harput, später Elazığ unterstellt und war lediglich in den Jahren zwischen 1880 und 1888 als eigenständiges Vilâyet organisiert. Verwaltungssitz des Vilâyets war Hozat.
Nach dem Koçgiri-Aufstand 1920, der auch die Region Dersim berührte, wurde das Gebiet zwischen den Provinzen (Vilâyet, İl) Erzincan und Elazığ aufgeteilt. 1936 wurde Dersim unter dem Namen Tunceli wieder eine eigenständige Provinz und alsbald 1937/38 durch den Dersim-Aufstand erschüttert.